# NGC 3610
NGC 3610 (другие обозначения — UGC 6319, MCG 10-16-107, ZWG 291.48, PGC 34566) — эллиптическая галактика (E5) в созвездии Большая Медведица.
Внутри обширного гало этой молодой эллиптической галактики скрывается плоский диск (что, как известно, является одной из основных отличительных особенностей спиральных систем), указывающий о недавнем процессе слияния спиральных систем, который собственно и привёл к образованию NGC 3610. Во время таких слияний внутренняя структура исходных галактик разрушается, а «новорождённая» галактика, в конечном счёте, представляет собой более хаотичный объект, каковыми считаются эллиптические галактики. Согласно последним оценкам, возраст NGC 3610 составляет около 4 миллиардов лет, что по космическим меркам ещё недостаточно, чтобы «переварить галактики-исходники», след одной из которых мы и наблюдаем в NGC 3610.
Этот объект входит в число перечисленных в оригинальной редакции «Нового общего каталога».
Галактика NGC 3610 входит в состав группы галактик NGC 3610. Помимо NGC 3610 в группу также входят ещё 12 галактик.
Галактика NGC 3610 входит в состав группы галактик NGC 3642. Помимо NGC 3610 в группу также входят NGC 3619, NGC 3642, NGC 3674 и NGC 3683.